# Симидзу, Рюдзо
Рюдзо Симидзу (яп. 清水 隆三 Симидзу Рю:дзо:, 30 сентября 1902, Япония — предп. XX век, Япония) — японский футболист.

## Клубная карьера
На протяжении своей футбольной карьеры выступал за клуб «Tokyo Shukyu-Dan». Выступал за сборную Японии.

### Карьера в сборной
В 1923 году Симидзу был вызван в сборную Японии на Дальневосточные игры 1923. На этом турнире 23 мая он дебютировал против Филиппин. Всего он провел за национальную команду два матча, забив один гол.